# Albert Wursthorn
Albert Wursthorn (* 1954) ist ein ehemaliger deutscher Skispringer und Skisprungtrainer.

## Werdegang
Wursthorn, der 13 Jahre jüngere Bruder von Ernst Wursthorn, sprang ab 1972 regelmäßig Springen im Rahmen der Vierschanzentournee. Sein erstes Springen bestritt er am 30. Dezember 1972 zum Auftakt der Vierschanzentournee 1972/73 in Oberstdorf. jedoch blieben gute Platzierungen über Jahre aus, so dass er auch in der Zeit vor Einführung des Skisprung-Weltcup nie alle vier Springen einer Tournee bestritt. Am 30. Dezember 1979 gab er sein Debüt im neu geschaffenen Weltcup und erreichte dabei in Oberstdorf den 63. Platz. Auch die folgenden Springen der Vierschanzentournee 1979/80 verliefen für ihn erfolglos. Erst zum Skifliegen in Vikersund am 2. März 1980, seinem ersten Springen nach der Tournee, gelang ihm mit dem 13. Platz erstmals der Sprung in die Weltcup-Punkte. Durch den Gewinn dieser drei Weltcup-Punkte, belegte er am Ende der Weltcup-Saison 1979/80 den 92. Platz in der Gesamtwertung. Die folgende Saison 1981/82 verlief für ihn weitaus erfolgreicher. Auch wenn er bei den Springen in Oberstdorf und Garmisch-Partenkirchen erneut weit hinter den Erwartungen zurückblieb, schaffte er in Ironwood mit Platz 13 im ersten und Platz 6 im zweiten Skifliegen den Sprung in die Punkte-Ränge. Auch beim Springen von der Großschanze in Thunder Bay konnte er mit Platz 7 Weltcup-Punkte gewinnen. Sein letztes Weltcup-Springen am 28. Februar 1982 in Saint-Nizier beendete er durch einen 15. Platz auch mit dem Gewinn von einem Weltcup-Punkt. Am Ende der Saison belegte er dadurch den 32. Platz. Trotz dieses Erfolgs beendete er im Anschluss daran seine aktive Skisprungkarriere.
Bereits während seiner aktiven Skisprungkarriere begann er eine Ausbildung zum Einzelhandelskaufmann, wechselte dann aber zur Bundeswehr und somit auch in die dortige Sportfördergruppe. Nach dem Ende seiner Karriere absolvierte Wursthorn eine Ausbildung als Fachlehrer für Sport und Technik. Er trainierte den Schwarzwälder Schülerkader und das ARGE-Team mit Dieter Thoma. Nach nur einem Jahr in Renningen ging er nach Schonach im Schwarzwald, um dort eine Anstellung an der Sportschule anzunehmen. 1993 bekam er den Posten des Leiters des Ski-Internats in Furtwangen. Dort trainierte er über fünf Jahre im Skispringen Sportler wie Thorsten und Martin Schmitt sowie den Kombinierer Georg Hettich.